# Louis IV. de Rohan
Louis IV. de Rohan († 14. Juni 1527) aus dem Haus Rohan war Baron de Lanvaux, Seigneur de Guéméné, de Montauban et de Montbazon. 

## Leben
Louis IV. de Rohan war der einzige Sohn von Louis III. de Rohan und Renée du Fou, der Erbtochter von Jean du Fou, Seigneur de Rostrenen, und Jeanne de La Rochefoucauld, Baronne de Montbazon.
Sein Vater starb frühzeitig im Jahr 1498 und vor seinem Großvater Louis II. de Rohan; seine Mutter heiratete in zweiter Ehe Guillaume de la Marck († 20. Mai 1516), Sohn von Guillaume de La Marck, genannt Eber der Ardennen. Louis IV. wurde von seinem Großvater erzogen und trat 1508 dessen Nachfolge an.

## Ehe und Familie
Louis IV. heiratete per Ehevertrag am 17. November 1511 in Blois seine Kusine Marie de Rohan († 9. Juni 1542), die jüngste Tochter von Jean II. de Rohan und Marie de Bretagne, Tochter von Herzog Franz I. und Isabella Stewart. Ihr einziges Kind war Louis V. de Rohan (um 1513–1557).